# 楊仙
乙未太歲賞將軍，即楊仙（？—1125年），北宋宣和人士。年幼習儒，後轉道教，並習仙術。他於（1119年－1125年）寄居郢州朱司戶為幕賓，傳說頗有神通。1125年，他告知朱司戶即將辭世，不幾天果無疾而終，並被葬在山裏。死後，聽說復活再現神跡，是故朱司戶在墓邊建塔。後來被道教或民間信仰界封為賞將軍，並鎮乙未太歲。
在台灣，多數道教或民間信仰廟宇內，乙未太歲賞將軍與其餘太歲神祇並列於太歲殿，每逢年節安太歲活動，均有祭祀活動。